# 4 (album de Los Hermanos)
Albums de Los Hermanos
Ventura
(2003)
Singles
1. O Vento
Sortie : 2005
2. Morena
Sortie : 2005
3. Condicional
Sortie : 2006

4 est le quatrième album studio du groupe brésilien Los Hermanos. Comme le précédent album, il est devenu disque d'or (50.000 exemplaires vendus).
Guitariste et chanteur Rodrigo Amarante joue un rôle prépondérant en raison de sa plus grande présence dans le groupe. On peut, par exemple, l'entendre jouer quelques parties de basse.

## Liste des titres
| No  | Titre              | Paroles          | Musique          | Durée |
| --- | ------------------ | ---------------- | ---------------- | ----- |
| 1.  | Dois Barcos        | Marcelo Camelo   | Marcelo Camelo   | 4:40  |
| 2.  | Primeiro Andar     | Rodrigo Amarante | Rodrigo Amarante | 4:18  |
| 3.  | Fez-se Mar         | M. Camelo        | M. Camelo        | 4:13  |
| 4.  | Paquetá            | R. Amarante      | R. Amarante      | 3:00  |
| 5.  | Os Pássaros        | R. Amarante      | R. Amarante      | 3:53  |
| 6.  | Morena             | M. Camelo        | M. Camelo        | 3:10  |
| 7.  | O Vento            | R. Amarante      | R. Amarante      | 3:33  |
| 8.  | Horizonte Distante | M. Camelo        | M. Camelo        | 3:36  |
| 9.  | Condicional        | R. Amarante      | R. Amarante      | 3:28  |
| 10. | Sapato Novo        | M. Camelo        | M. Camelo        | 4:13  |
| 11. | Pois É             | M. Camelo        | M. Camelo        | 3:24  |
| 12. | É de Lágrima       | M. Camelo        | M. Camelo        | 4:30  |